# Marie-Françoise Dubois
Marie-Françoise Dubois (née Fourcroy le 25 mars 1948 à Lille) est une athlète française, spécialiste des courses de demi-fond.

## Biographie
Elle remporte trois titres de championne de France en plein air : sur 400 m en 1975, sur 800 m en 1977 et sur 1 500 m en 1974. Elle compte également trois titres de championne de France en salle sur 800 m.
Elle améliore trois fois le record de France du 800 mètres et quatre fois celui du 1 500 m. Sur 800 m, elle est la première athlète féminine française à descendre sous les deux minutes (1 min 59 s 9 en 1974 à Rome). Elle établit par ailleurs d'autres records de France sur 1 000 m et au titre du relais 4 x 800 m.
Elle termine quatrième du 800 m lors des championnats d'Europe d'athlétisme 1974 à Rome [1] et [2]..

## Palmarès

### National
- Championnats de France d'athlétisme :
  - vainqueur du 400 m en 1975
  - vainqueur du 800 m en 1977
  - vainqueur du 1 500 m en 1974

## Records
| Épreuve | Performance   | Lieu | Date |
| ------- | ------------- | ---- | ---- |
| 800 m   | 1 min 59 s 87 |      | 1974 |
| 1 500 m | 4 min 8 s 6   |      | 1975 |